# 여고 교사
여고 교사는 1974년 공개된 대한민국의 영화이다.

## 배역
- 신성일
- 서미경
- 나하영